# تسوشيما (آيتشي)
تسوشيما مدينة تقع ضمن محافظة آيتشي في اليابان، تأسست في 3/1/1947، بلغ عدد تعداد سكانها في 1 يناير – 2008 حوالي 65646 مساحتها الإجمالية حوالي 25.08 كم٢ لتصبح كثافة سكانها 2617 نسمة لكل كيلو متر مربع.

## توأمة
لتسوشيما (آيتشي) اتفاقيات توأمة مع كل من:
- هيركوليس (5 نوفمبر 1981 - )
- الكاميرون (2005 - )
- باكستان (2005 - )
- كونان (سبتمبر 2004 - )
- فوجيوكا (سبتمبر 2004 - )
- كاسوكابي (1 سبتمبر 2004 - )

## معرض صور

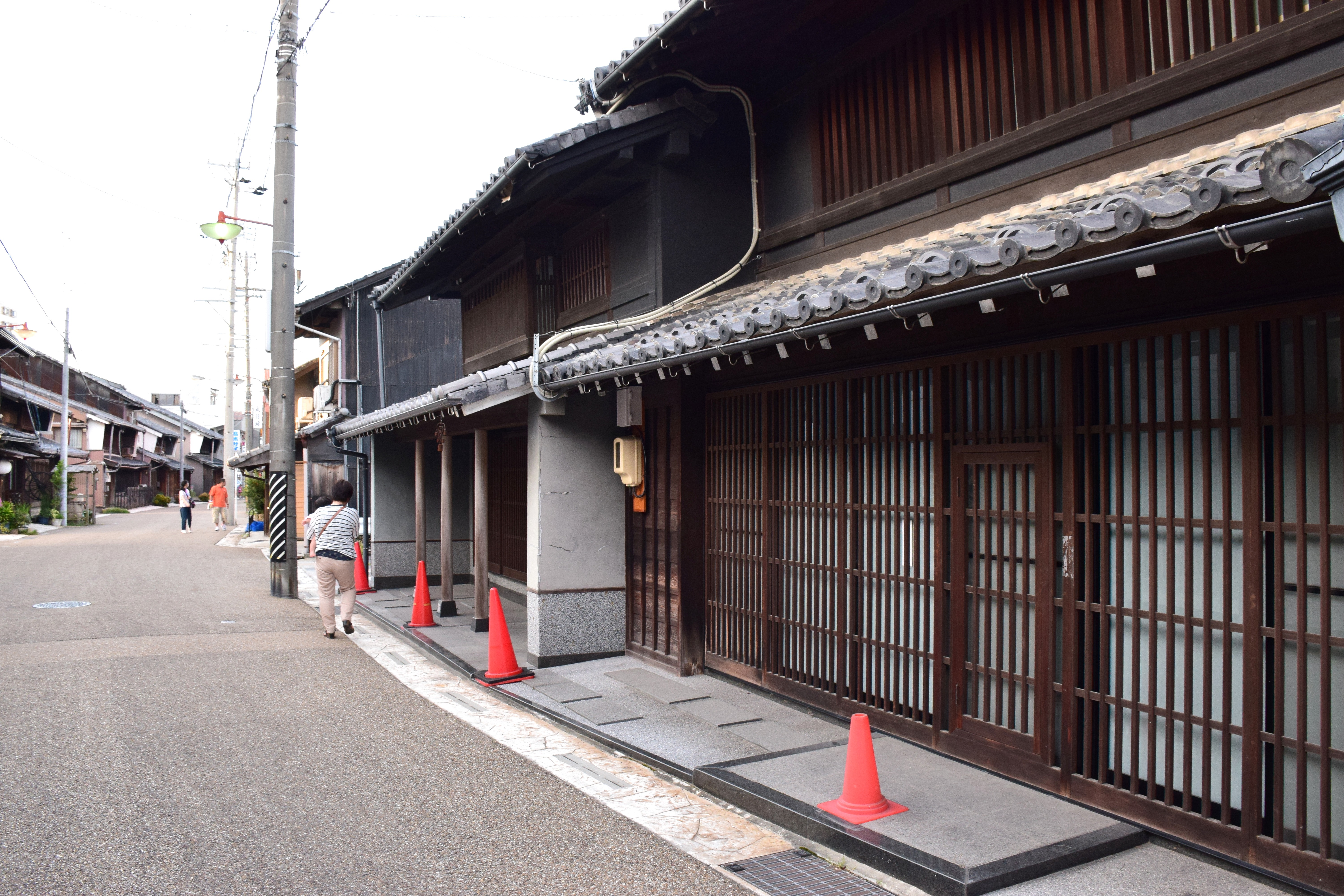
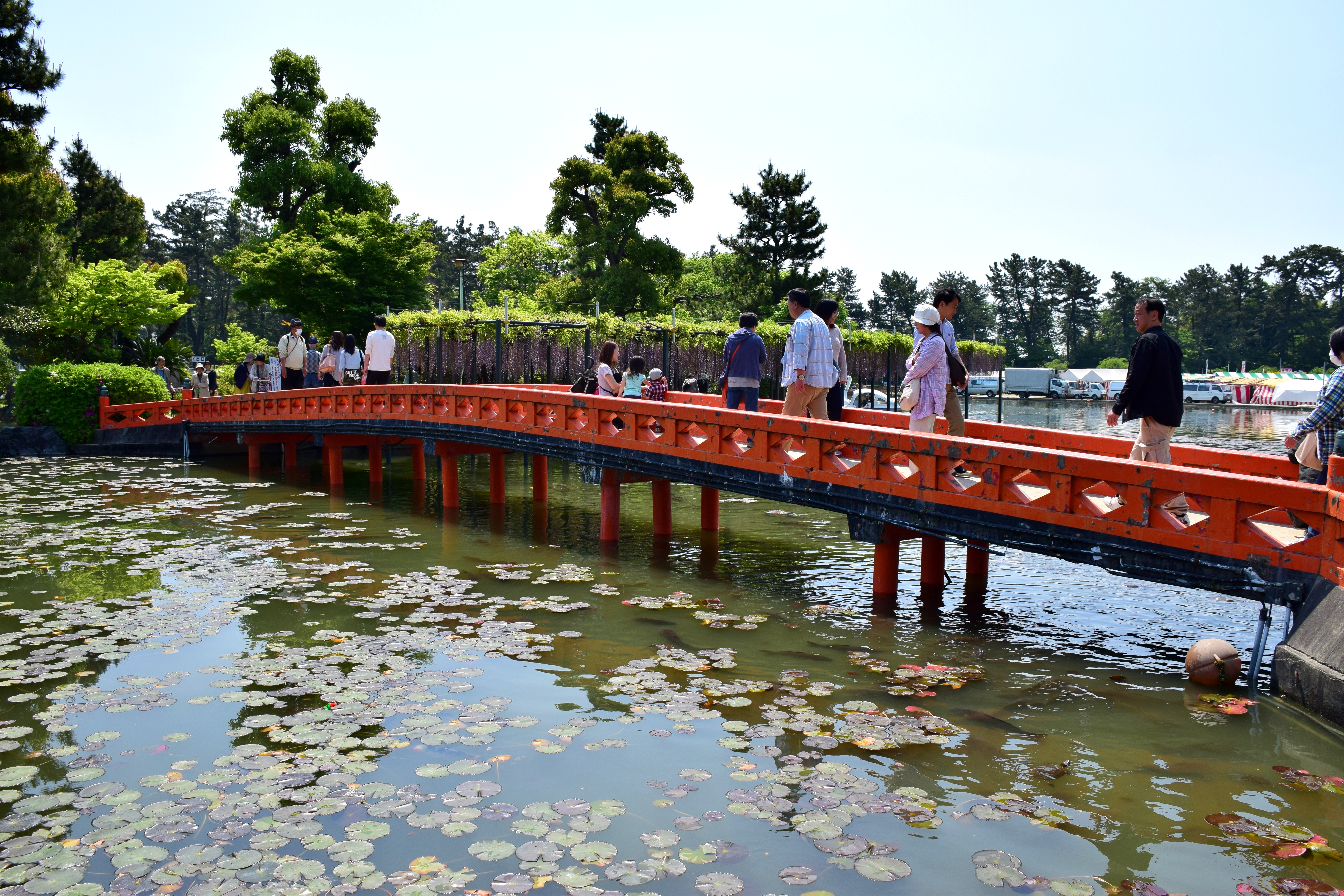
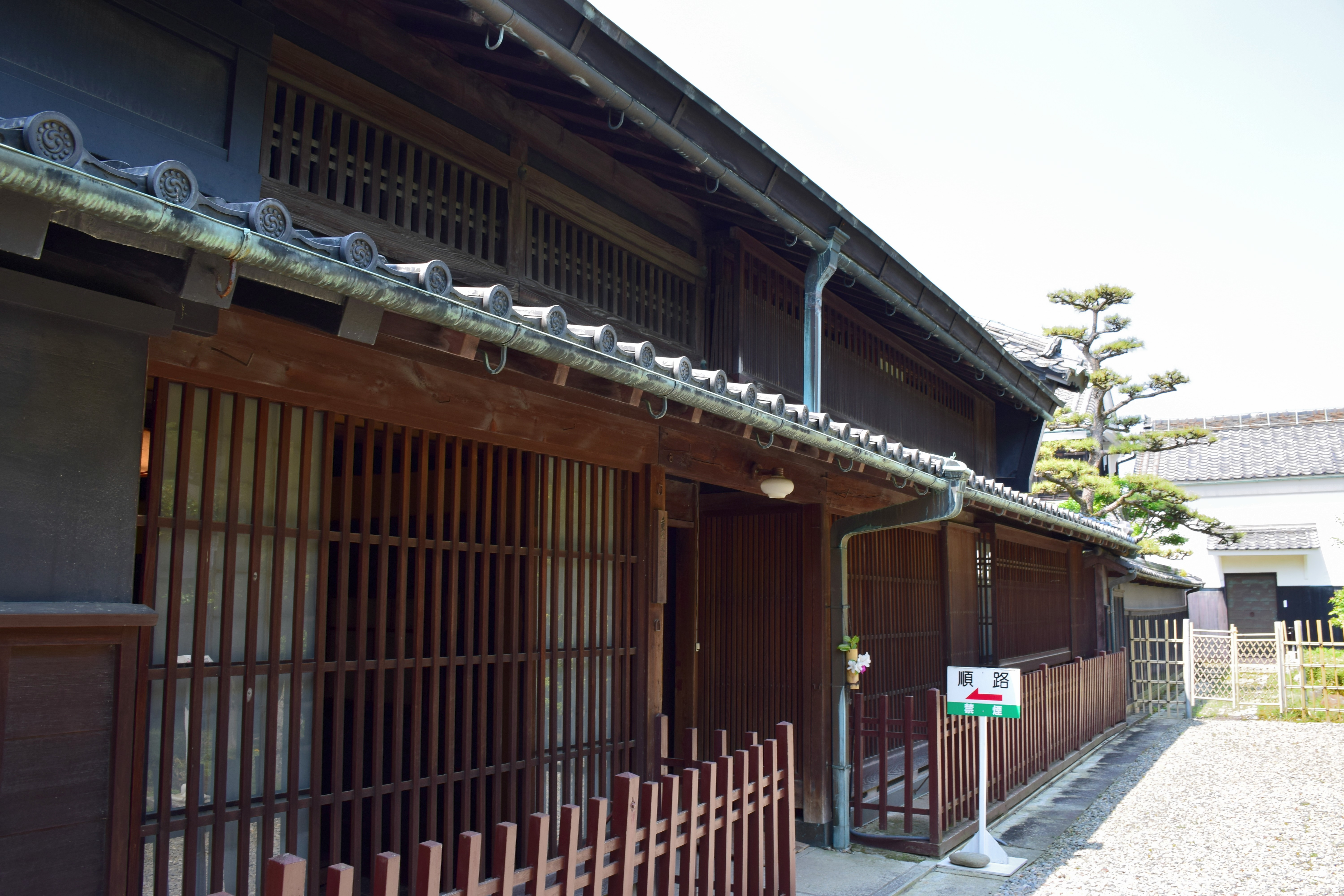
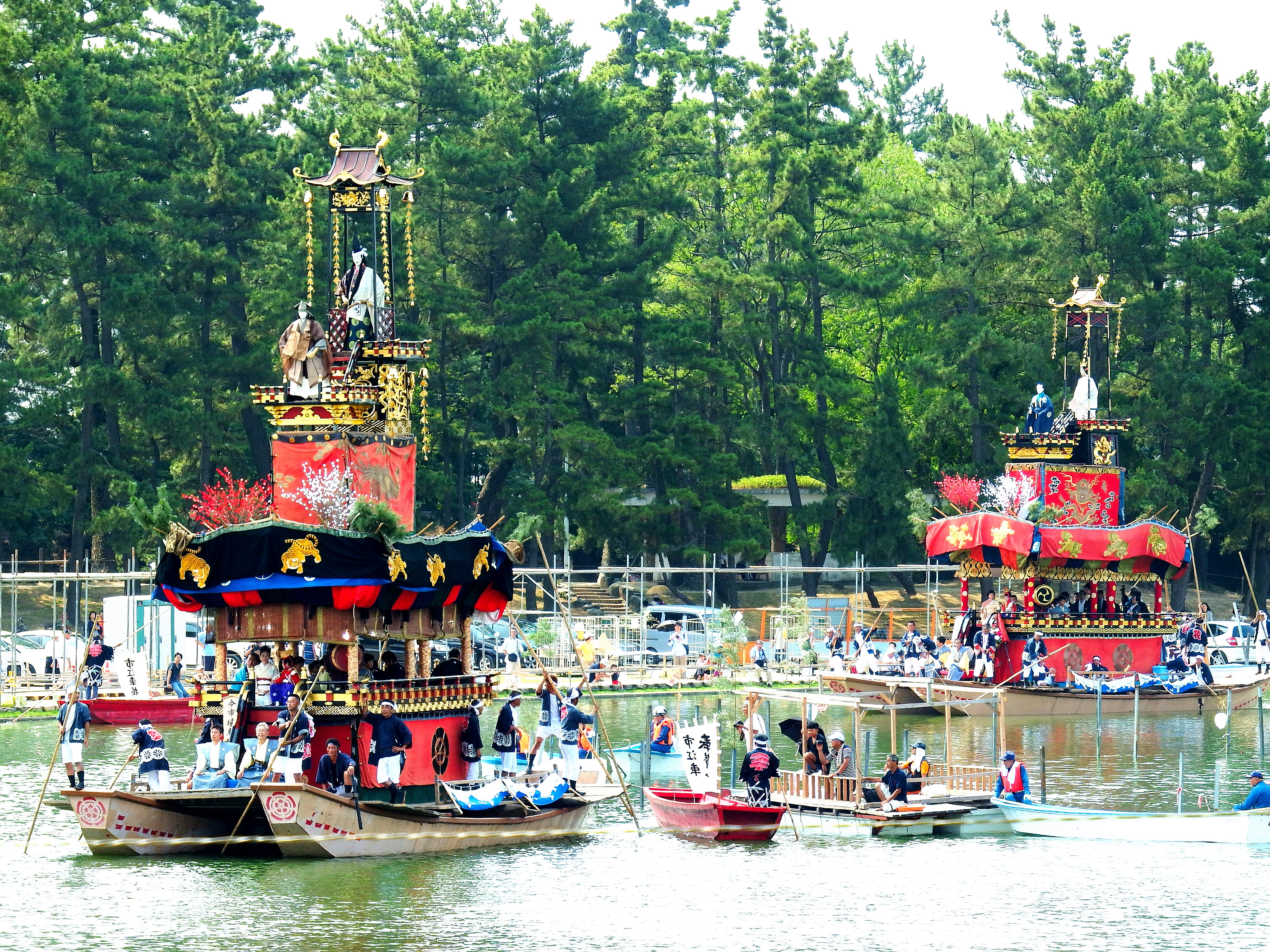
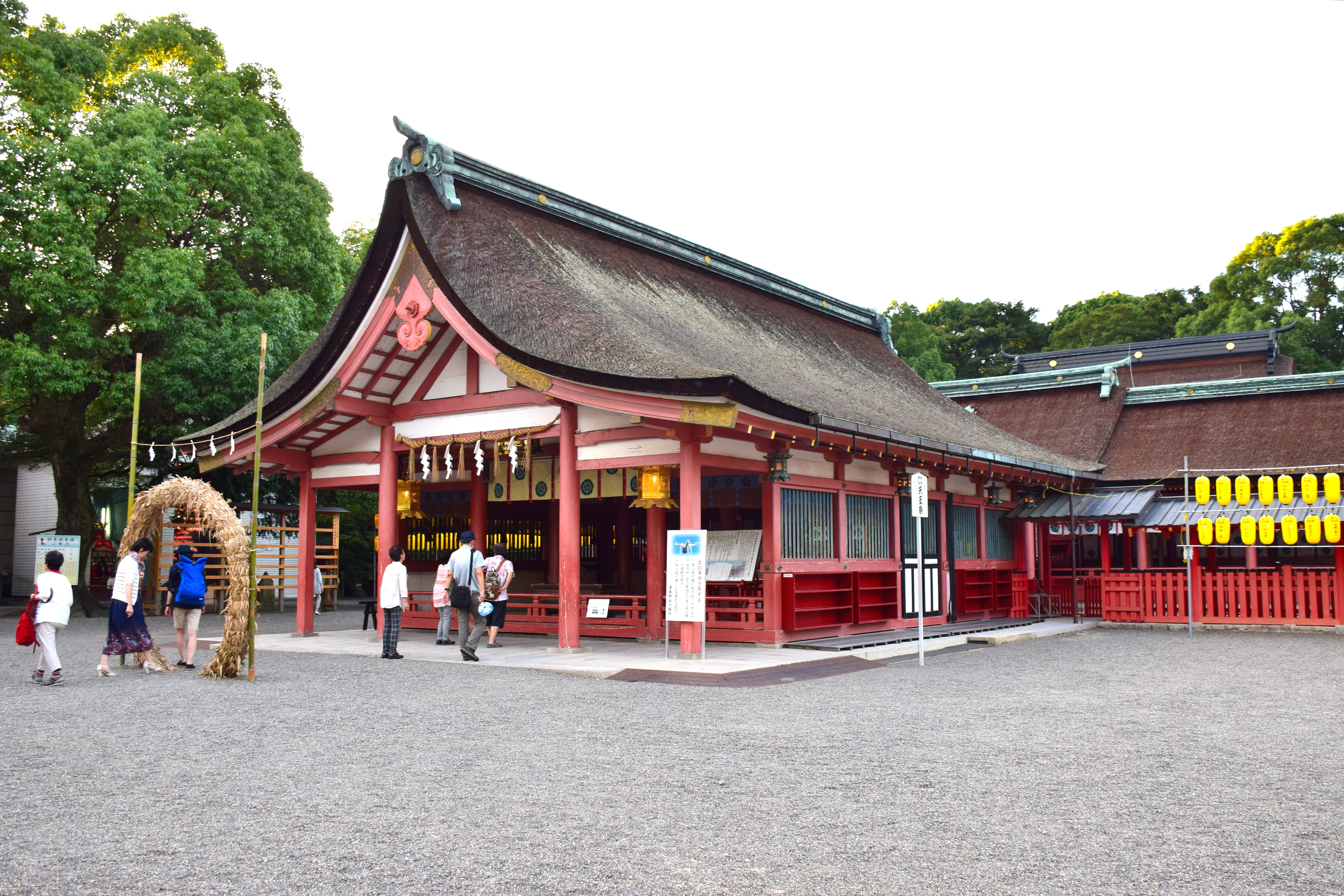
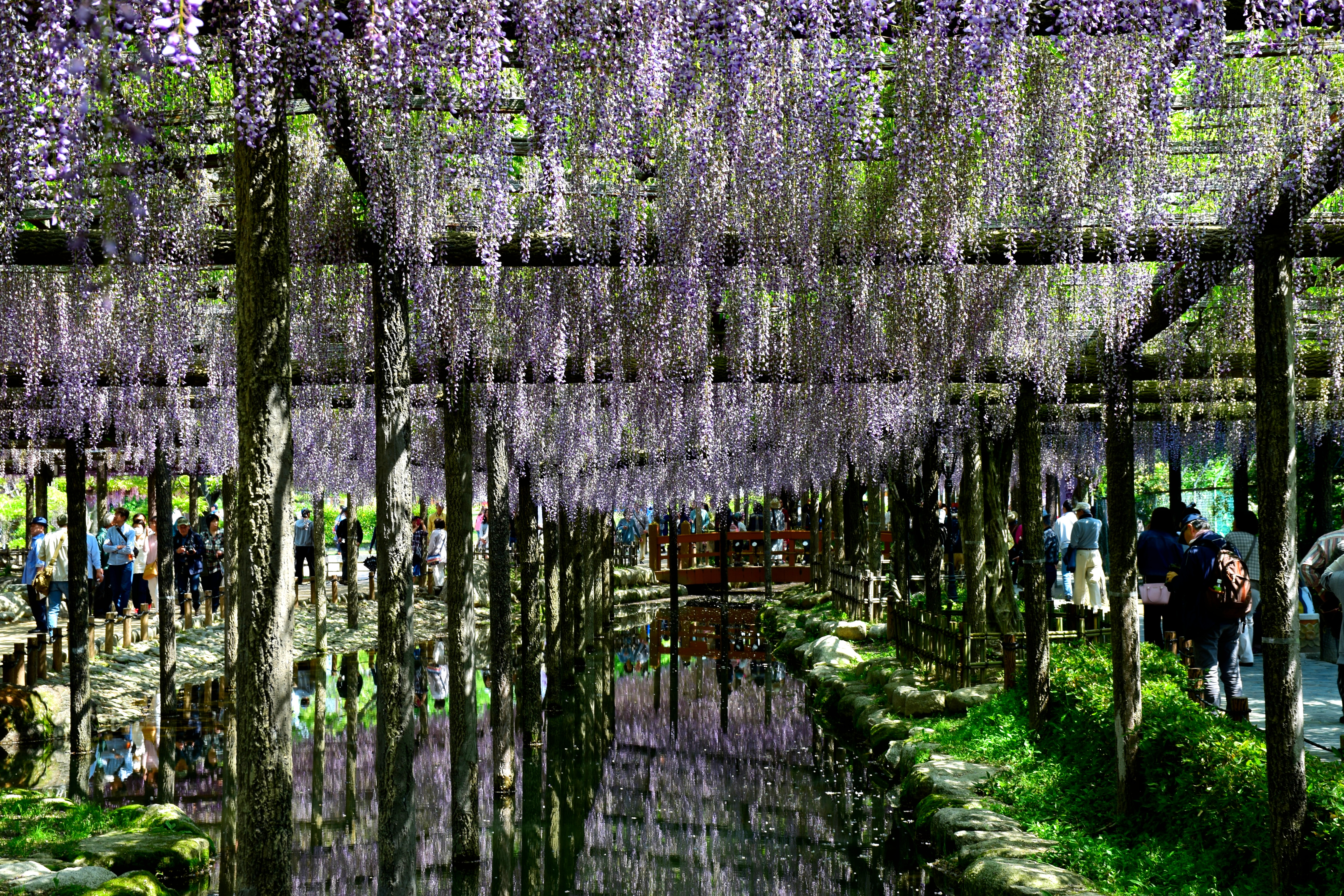